# 11602 Miryang
11602 Miryang è un asteroide della fascia principale. Scoperto nel 1995, presenta un'orbita caratterizzata da un semiasse maggiore pari a 2,6775859 UA e da un'eccentricità di 0,1320539, inclinata di 10,61498° rispetto all'eclittica.